# Saicourt
Saicourt is een gemeente en plaats in het Zwitserse kanton Bern, en maakt deel uit van het district Jura bernois.
Saicourt telt 609 inwoners.